# Thomas Gradin
Thomas Kjell Gradin (* 18. Februar 1956 in Långsele) ist ein ehemaliger schwedischer Eishockeyspieler, der in seiner aktiven Zeit von 1969 bis 1997 unter anderem für die Vancouver Canucks und Boston Bruins in der National Hockey League gespielt hat. Sein Bruder Peter war ebenfalls ein professioneller Eishockeyspieler. 

## Karriere
Thomas Gradin begann seine Karriere als Eishockeyspieler in der Nachwuchsabteilung von Långsele AIF, für dessen erste Mannschaft er von 1969 bis 1971 in der damals noch drittklassigen Division 3 aktiv war. Anschließend wechselte er zu MODO Hockey, jedoch wurde seine Spielberechtigung durch den schwedischen Eishockeyverband verweigert, sodass er während der gesamten Saison 1971/72 mit dem Eishockey aussetzen musste. Nach Erteilung der Spielerlaubnis stand der Center von 1972 bis 1976 für die Profimannschaft von MODO Hockey in der höchsten schwedischen Spielklasse – zunächst in der Division 1 und in der Saison 1975/76 in der neu gegründeten Elitserien – auf dem Eis. Als Spieler von MODO erhielt er 1975 die Auszeichnung Årets Junior als bester schwedischer Juniorenspieler des Jahres. Nachdem er in der Saison 1975/76 in 35 Spielen 16 Tore und 23 Vorlagen für MODO in der Elitserien erzielt hatte, wurde er im NHL Amateur Draft 1976 in der dritten Runde als insgesamt 45. Spieler von den Chicago Blackhawks und im WHA Amateur Draft 1976 in der ersten Runde als insgesamt neunter Spieler von den Winnipeg Jets ausgewählt. Anschließend entschied er sich für das Angebot der Chicago Blackhawks, blieb zunächst jedoch weitere zwei Jahre in seiner schwedischen Heimat, in der er für AIK Solna in der Elitserien auflief, mit dem er in der Saison 1977/78 Vizemeister wurde.

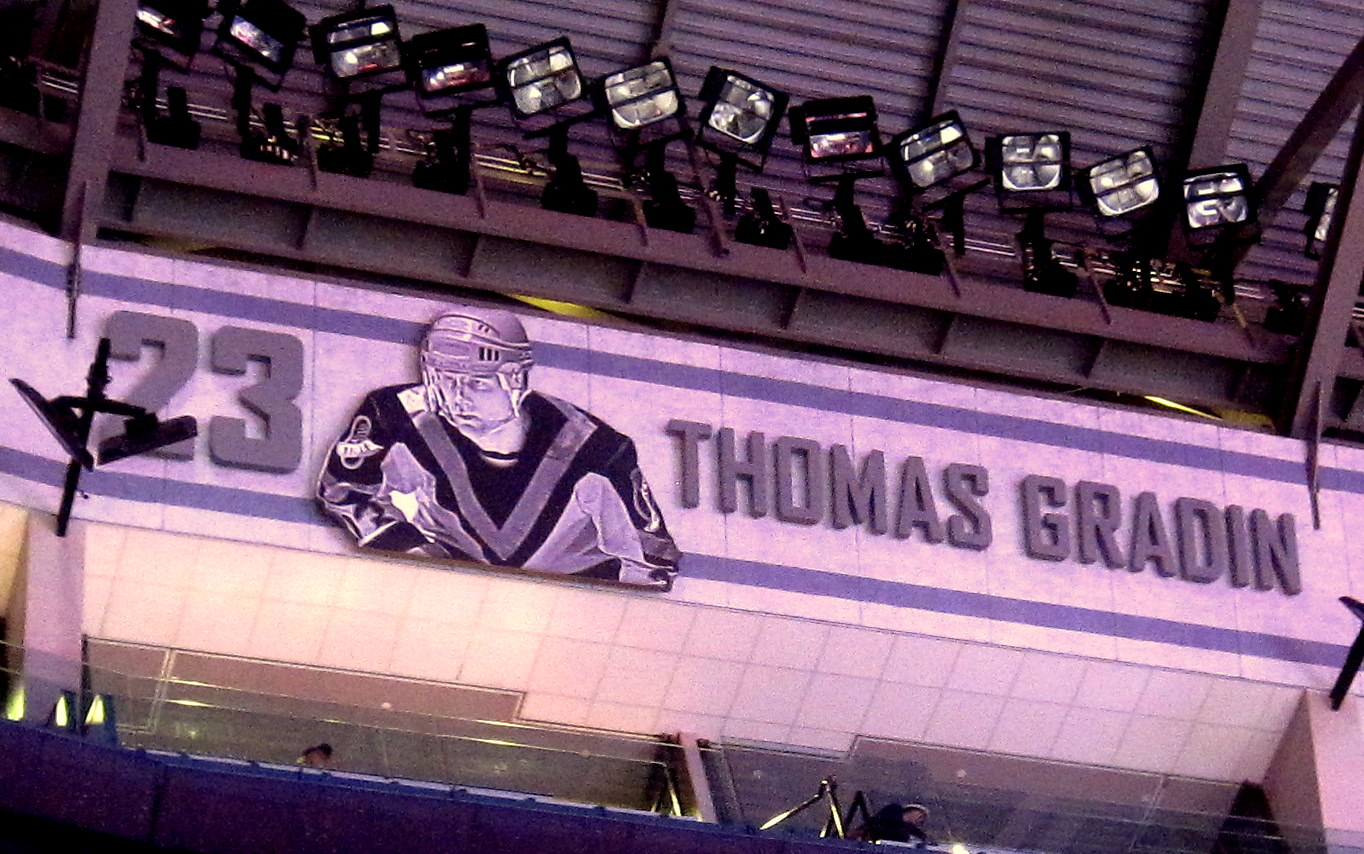
Schriftzug zu Ehren Gradins in der Rogers Arena, Vancouver

Am 14. Juni 1978 wurde Gradin im Tausch gegen ein Zweitrundenwahlrecht für den NHL Entry Draft 1980 zu den Vancouver Canucks transferiert. Bei den Canucks entwickelte sich der Schwede schnell zu einem Führungsspieler und gehörte in den acht Jahren, in denen er für Vancouver in der National Hockey League auflief stets zu den Topscorern seiner Mannschaft. Im Anschluss an die Saison 1981/82, in der er in 93 Spielen 105 Scorerpunkte, davon 46 Tore, für die Kanadier erzielt hatte, mit dem Viking Award ausgezeichnet, der jährlich an den besten schwedischen Spieler in der NHL vergeben wird. 1985 nahm er am NHL All-Star Game teil. Am 24. Juni 1986 unterschrieb der Rechtsschütze einen Vertrag als Free Agent bei den Boston Bruins, für die er in der Saison 1986/87 noch einmal in 68 NHL-Spielen zwölf Tore erzielte und 35 Vorlagen gab. Anschließend kehrte er nach Schweden zurück, wo er von 1987 bis 1990 bei seinem Ex-Klub AIK Solna in der Elitserien unter Vertrag stand. Anschließend beendete er seine Karriere im Alter von 34 Jahren, schnürte jedoch gegen Ende der Saison 1996/97 noch einmal für den VIK Västerås HK in der Elitserien die Schlittschuh und erreichte mit seiner Mannschaft in der Kvalserien den Klassenerhalt. Von 1994 bis 2010 war Gradin als Scout für sein Ex-Team Vancouver Canucks aus der NHL tätig. Zunächst war er vier Jahre lang Amateurscout und anschließend ab 1998 Chefscout der Kanadier. 

### International
Für Schweden nahm Gradin im Juniorenbereich an den U19-Junioren-Europameisterschaften 1974 und 1975 sowie den U20-Junioren-Weltmeisterschaften 1974 und 1976 teil. Bei der U19-EM 1974 gewann er mit seiner Mannschaft die Gold-, bei der U19-EM 1975 die Bronzemedaille; bei der U19-EM 1974 wurde er zudem als bester Stürmer ausgezeichnet. Zudem wurde er bei der U20-WM 1974 in das All-Star Team gewählt. 
Im Seniorenbereich stand er im Aufgebot seines Landes bei der Weltmeisterschaft 1978 sowie 1981 und 1984 beim Canada Cup. 1984 belegte er mit Schweden beim Canada Cup den zweiten Platz.

## Erfolge und Auszeichnungen
| - 1975 Årets Junior - 1978 Schwedischer Vizemeister mit AIK Solna | - 1982 Viking Award - 1985 Teilnahme am NHL All-Star Game |

### International
| - 1974 Goldmedaille bei der U19-Junioren-Europameisterschaft - 1974 Bester Stürmer der U19-Junioren-Europameisterschaft - 1974 All-Star-Team der U20-Junioren-Weltmeisterschaft | - 1975 Bronzemedaille bei der U19-Junioren-Europameisterschaft - 1984 Silbermedaille beim Canada Cup |